# Metz
Metz (wymowaⓘ, /mɛs/) – miasto w północno-wschodniej Francji, niedaleko granicy z Belgią, Luksemburgiem i Niemcami. Leży w regionie Grand Est. Jest stolicą departamentu Mozela. W średniowieczu było stolicą Austrazji oraz później państwa środkowofrankijskiego, w latach 1974–2015 było stolicą regionu administracyjnego Lotaryngia. Jest częścią tzw. europejskiego banana, zurbanizowanego obszaru w Europie Zachodniej. Miasto w granicach administracyjnych gminy liczy 120 211 mieszkańców, w granicach Eurometropolii Metz liczy 228 038 mieszkańców, natomiast jednostka miejska Metz (Unité urbaine de Metz) liczy 290 554 mieszkańców. Historyczne centrum miasta Metz zostało zgłoszone na listę wstępną listy światowego dziedzictwa UNESCO. Miasto leży nad rzeką Mozela, lewym dopływem Renu.

## Historia
Początkowo miejsce, w którym rozwinęło się miasto, określano jako Divodurum Mediomatricorum. W czasach panowania na tych terenach Cesarstwa Rzymskiego, miasto stało się jednym z głównych ośrodków Galii, bogacącym się na eksporcie wina. Powstał tu duży amfiteatr, akwedukt oraz fortyfikacje. Pod koniec V wieku Metz został zajęty przez Franków. W tym czasie obecni byli już na tym terenie chrześcijanie czego dowodzi istnienie tutaj w V wieku kościoła. W 840 roku w tutejszej bazylice św. Piotra został pochowany król Franków i cesarz rzymski Ludwik I Pobożny. Po jego śmierci i podziale Cesarstwa Karolińskiego w traktacie z Verdun (843) Metz stał się stolicą państwa środkowofrankijskiego, a następnie królestwa Lotaryngii (855). Po rozpadzie królestwa Lotaryngii (870) włączone w skład królestwa wschodniofrankijskiego, a następnie odrodzonego cesarstwa rzymskiego pod wodzą Niemiec.

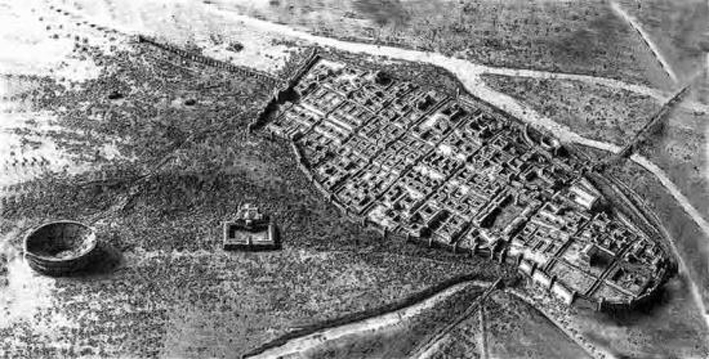
Metz w czasach rzymskich

W XII wieku mieszczanie rozpoczęli starania o uniezależnienie się spod władzy biskupów. W 1189 roku miasto otrzymało status wolnego miasta cesarskiego, dzięki czemu uzyskało niezależność wewnętrzną od lokalnych feudałów duchownych i świeckich. Mieszczanie rządzili miastem na prawach niezależnej komuny przez ponad 400 lat. Pomimo nadanego statusu przez całe średniowiecze Metz musiał bronić swej niezależności przed siłami zewnętrznymi: książętami Luksemburga, arcybiskupami Trewiru, a także wojskami uczestników wojny stuletniej.
Ostatecznie koniec pełnej niezależności miasta nastąpił w 1552 roku, gdy na mocy traktatu w Chambord zawartego między królem Francji a Związkiem szmalkandzkim kontrola nad Metzem przeszła w ręce francuskie. Status Metzu jako miasta francuskiego potwierdziły kolejne traktaty: de facto pokój w Cateau-Cambrésis (1559) i de iure pokój westfalski (1648). Początkowo miasto zachowało swe przywileje wewnętrzne, choć obok urzędników miejskich pojawił się również królewski gubernator. Miasto stało się też ponownie siedzibą biskupa. Z czasem autonomia była jednak ograniczana i ostatecznie w 1634 roku zostało ono podporządkowane koronie podobnie jak inne prowincje gdy znalazło się pod kontrolą królewskiego intendenta.
W 1674 roku fortyfikacje zostały wzmocnione dzięki pracom kierowanym przez Vaubana. Tenże napisał do króla: „każde warowne miasto Waszej Królewskiej Mości broni prowincji, Metz natomiast, broni państwa”. W 1730 roku fortyfikacje unowocześnił Cormontaigne. Podczas Wielkiej Rewolucji, w 1790 roku utworzono departament Mozelle, którego Metz stał się stolicą. Podczas Wojen napoleońskich wojska szóstej i siódmej koalicji w 1814 i 1815 roku bezskutecznie oblegały miasto bronione przez francuski garnizon generała Durutte.
5 sierpnia 1811 w mieście urodził się przyszły kompozytor Ambroise Thomas.
Podczas wojny francusko pruskiej 29 października 1870 r. w Metzu skapitulowała oblężona armia marszałka Bazaine’a (150 tysięcy żołnierzy, ogromny szok dla francuskiej opinii publicznej).
Po wojnie francusko-pruskiej, od 1871 roku znajdował się we władaniu Cesarstwa Niemieckiego. W tym okresie umieszczono w mieście silny niemiecki garnizon i zbudowano drugą i trzecią linię obronną. W wyniku klęski Niemiec w I wojnie światowej w listopadzie 1918 roku miasto zostało odzyskane przez Francję.
W latach 1937–1939 stacjonującym w Metzu 507. pułkiem czołgów dowodził ówczesny pułkownik de Gaulle (było to jego pierwsze dowództwo w promowanym przez niego od lat rodzaju broni). W okresie międzywojennym na granicy z Niemcami wybudowano olbrzymią linię obrony zwaną linią Maginota. Miała ona stanowić, także dla Metzu, gwarancję bezpieczeństwa przed inwazją. W trakcie II wojny światowej wojska niemieckie dokonały uderzenia przede wszystkim od strony Belgii i fortyfikacje na niewiele się zdały. 14 czerwca 1940 roku Metz został opuszczony przez wojska francuskie i ogłoszony „miastem otwartym”. Trzy dni później, wieczorem 17 czerwca do miasta bez walki wkroczyły pierwsze oddziały niemieckie. Metz ponownie znalazł się w rękach niemieckich i został wcielony do III Rzeszy. Przez większą część okupacji Metz nie był traktowany jako ważne strategicznie miasto, jako że cała Francja była wówczas pod kontrolą niemiecką. Sytuacja zmieniła się po inwazji Aliantów w Normandii. Od lipca 1944 roku Niemcy rozpoczęli przygotowywać miasto do obrony wykorzystując dawne systemy fortyfikacyjne. Ze względu na silne ufortyfikowanie miasta i okolic bitwa o Metz (27 sierpnia – 13 grudnia 1944) była długa i bardzo krwawa. Miasto oswobodziły wojska generała Pattona 22 listopada 1944 roku, choć ostatnie garnizony niemieckie poddały się dopiero 13 grudnia.

## Klimat
| Miesiąc                                                                                         | Sty  | Lut  | Mar  | Kwi  | Maj  | Cze  | Lip  | Sie  | Wrz  | Paź  | Lis  | Gru  | Roczna |
| ----------------------------------------------------------------------------------------------- | ---- | ---- | ---- | ---- | ---- | ---- | ---- | ---- | ---- | ---- | ---- | ---- | ------ |
| Średnie temperatury w dzień [°C]                                                                | 5,4  | 7,1  | 11,6 | 16,0 | 20,0 | 23,6 | 25,8 | 25,5 | 20,9 | 15,4 | 9,4  | 6,0  | 15,6   |
| Średnie dobowe temperatury [°C]                                                                 | 2,7  | 3,6  | 7,0  | 10,5 | 14,5 | 17,9 | 20,1 | 19,7 | 15,7 | 11,3 | 6,5  | 3,5  | 11,1   |
| Średnie temperatury w nocy [°C]                                                                 | 0,0  | 0,1  | 2,4  | 4,9  | 9,0  | 12,3 | 14,4 | 14,0 | 10,4 | 7,2  | 3,6  | 1,0  | 6,6    |
| Opady [mm]                                                                                      | 61,9 | 56,0 | 51,1 | 45,1 | 56,9 | 56,1 | 59,8 | 59,3 | 61,5 | 64,8 | 64,5 | 76,5 | 714    |
| Średnia liczba dni deszczowych                                                                  | 11,1 | 10,0 | 9,9  | 8,3  | 9,6  | 9,1  | 8,9  | 9,0  | 8,4  | 10,3 | 11,4 | 12,2 | 118    |
| Źródło: Météo-France (liczba dni z opadami dla wartości 1 mm, 1991–2020, wysokość 192 m n.p.m.) |      |      |      |      |      |      |      |      |      |      |      |      |        |

## Zabytki
- Bazylika św. Piotra w Metz(inne języki) (Saint-Pierre-aux-Nonnains) z 380 roku (jeden z najstarszych kościołów w Europie). Pierwotnie bazylika rzymska, przekształcona w kościół w VII wieku. Przebudowana w X wieku. Odrestaurowana w XX wieku.
- Katedra św. Szczepana z XIII w. z witrażami Marca Chagalla.
- Kościół Saint-Maximin z XII-XV wieku (witraże Jean Cocteau)
- Kościół Notre Dame z XVIII wieku
- Kościół Sainte-Ségolène z XIII w.
- Kościół św. Marcina z XII w.
- Kościół Sainte-Ségolène z XIII wieku
- Opactwo św. Wincentego z X wieku
- Klasztor Trynitarzy z XIII wieku
- Ratusz z 1755 r., proj. Jacques-François Blondel
- Dom François Rabelais
- Dom Paula Verlaine’a
- Kaplica Templariuszy z XIII wieku
- Synagoga z 1848 roku
- Temple Neuf w Metz(inne języki), kościół protestancki z lat 1901–1904 w stylu neoromańskim
- Porte des Allemands(inne języki) (Brama Niemiecka) z XIII–XV wieku
- Porte en Chandellerue(inne języki) z XIII wieku
- Porte Serpenoise(inne języki) z XIX wieku
- Porte de Bellecroix(inne języki) z XVIII wieku
- Fort de Queuleu(inne języki) z XIX wieku
- Pałac Gubernatora z lat 1902–1905 w stylu neoflamandzkim
- Stacja kolejowa Gare de Metz z 1908 roku

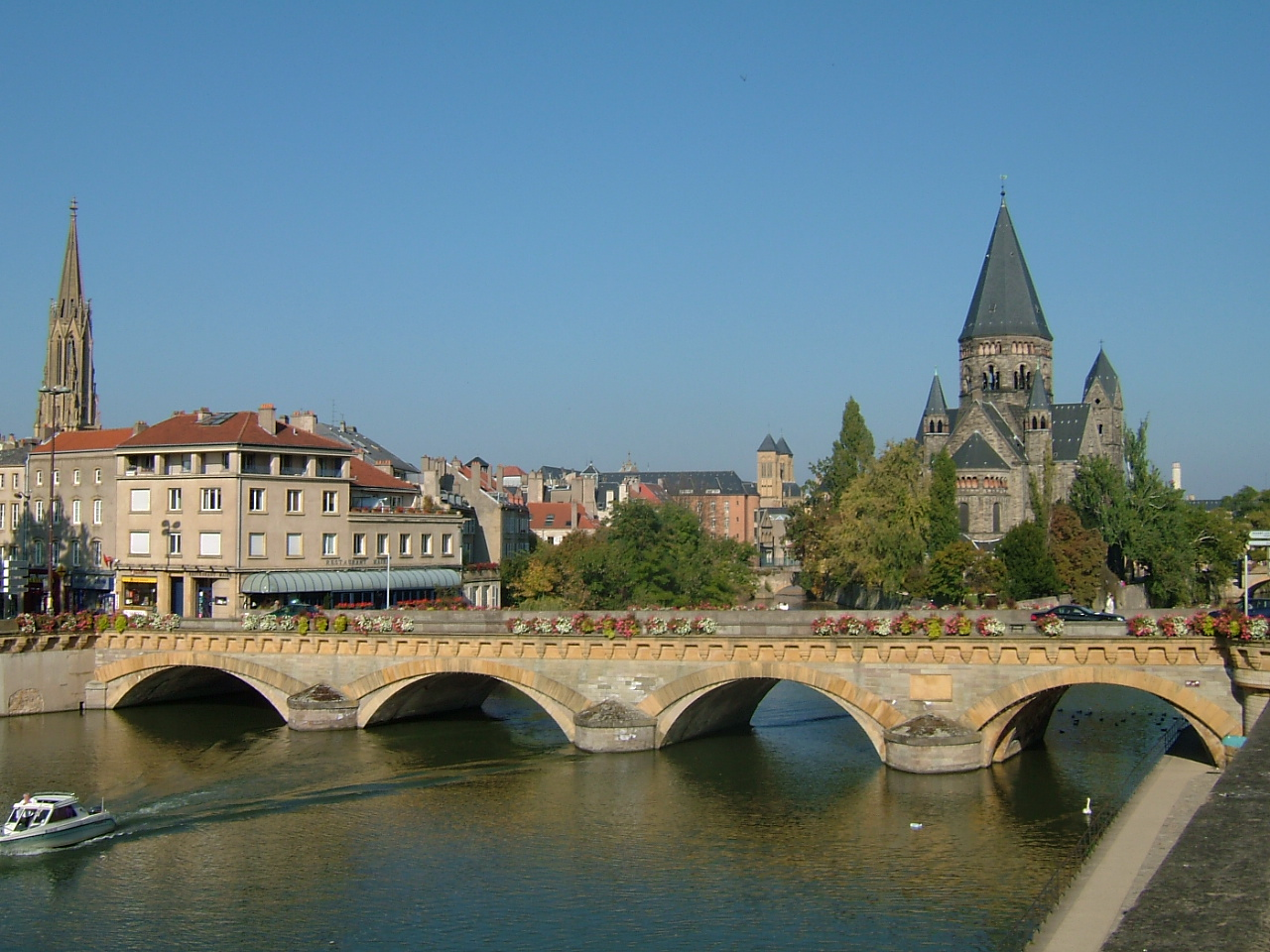
Most w Metz
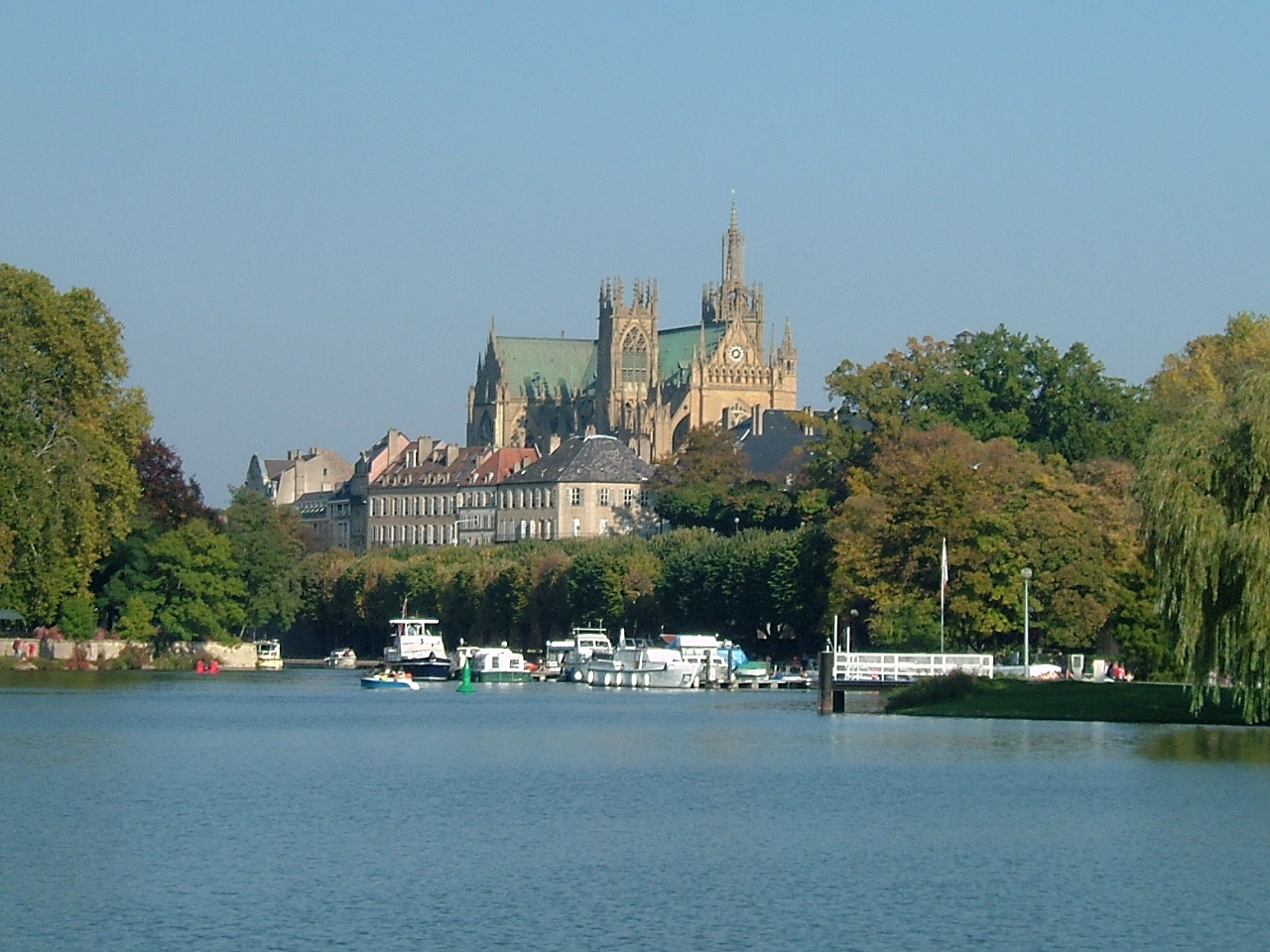
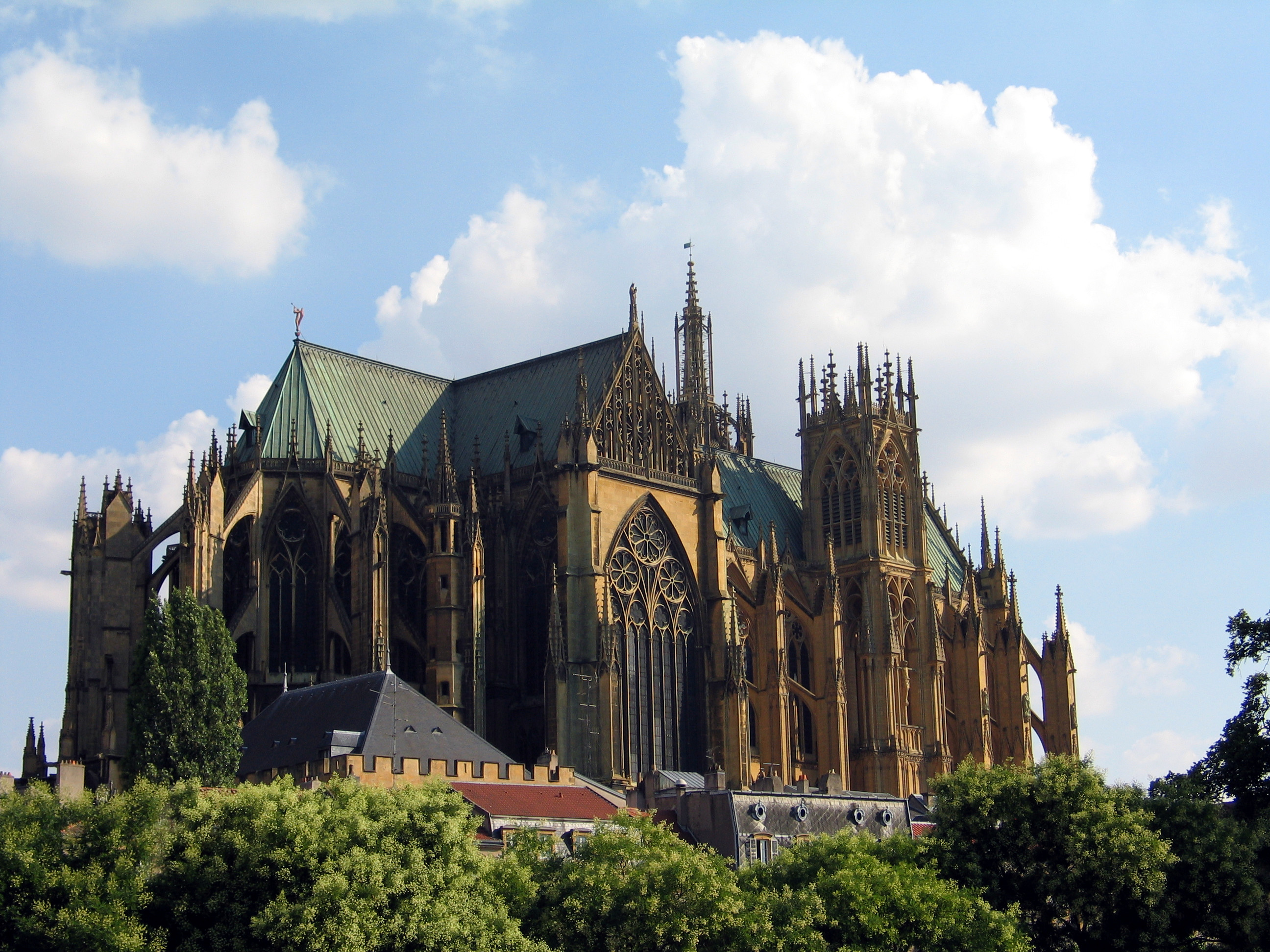
Gotycka katedra z XIII wieku
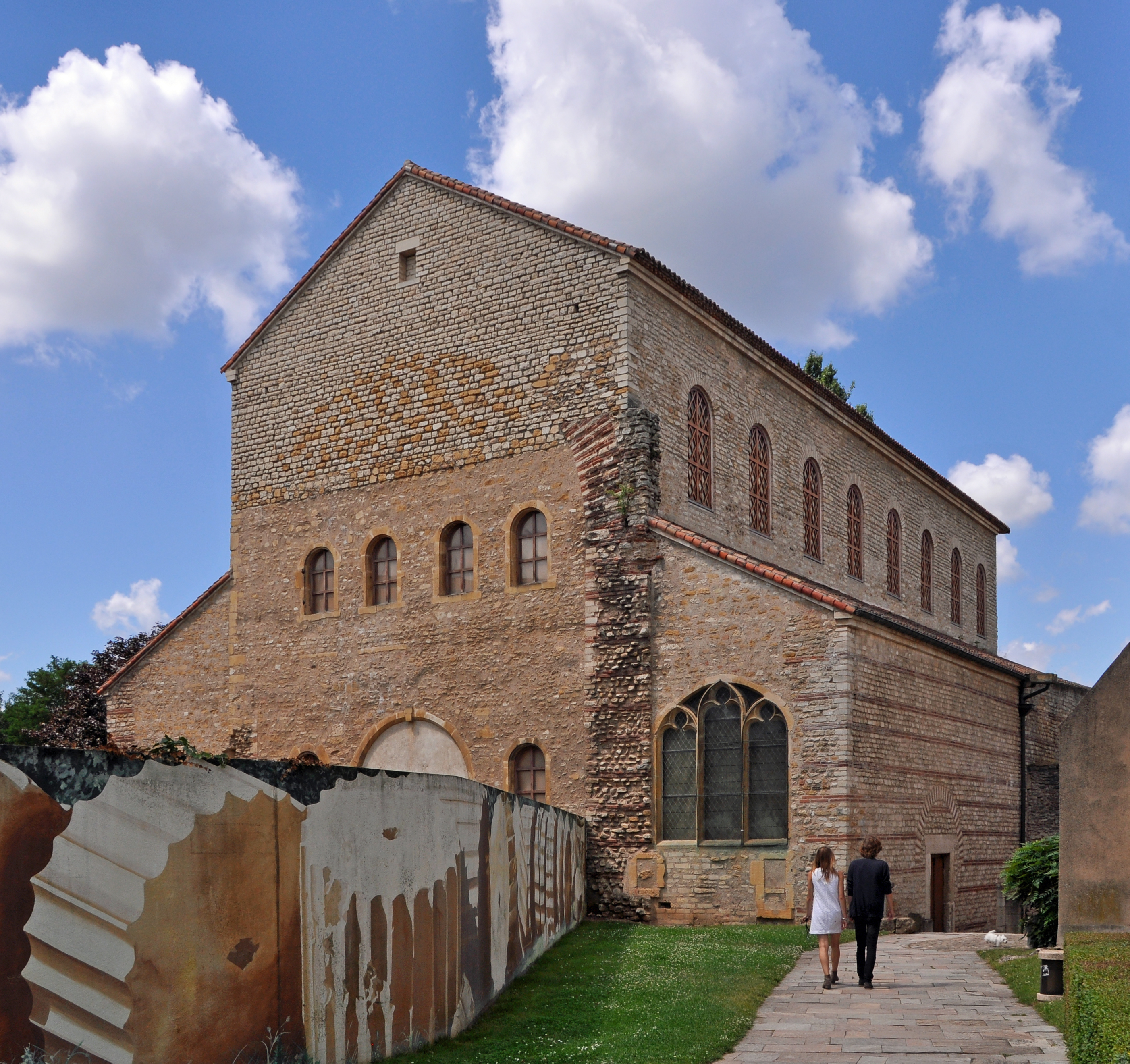
Bazylika św. Piotra z 380 roku
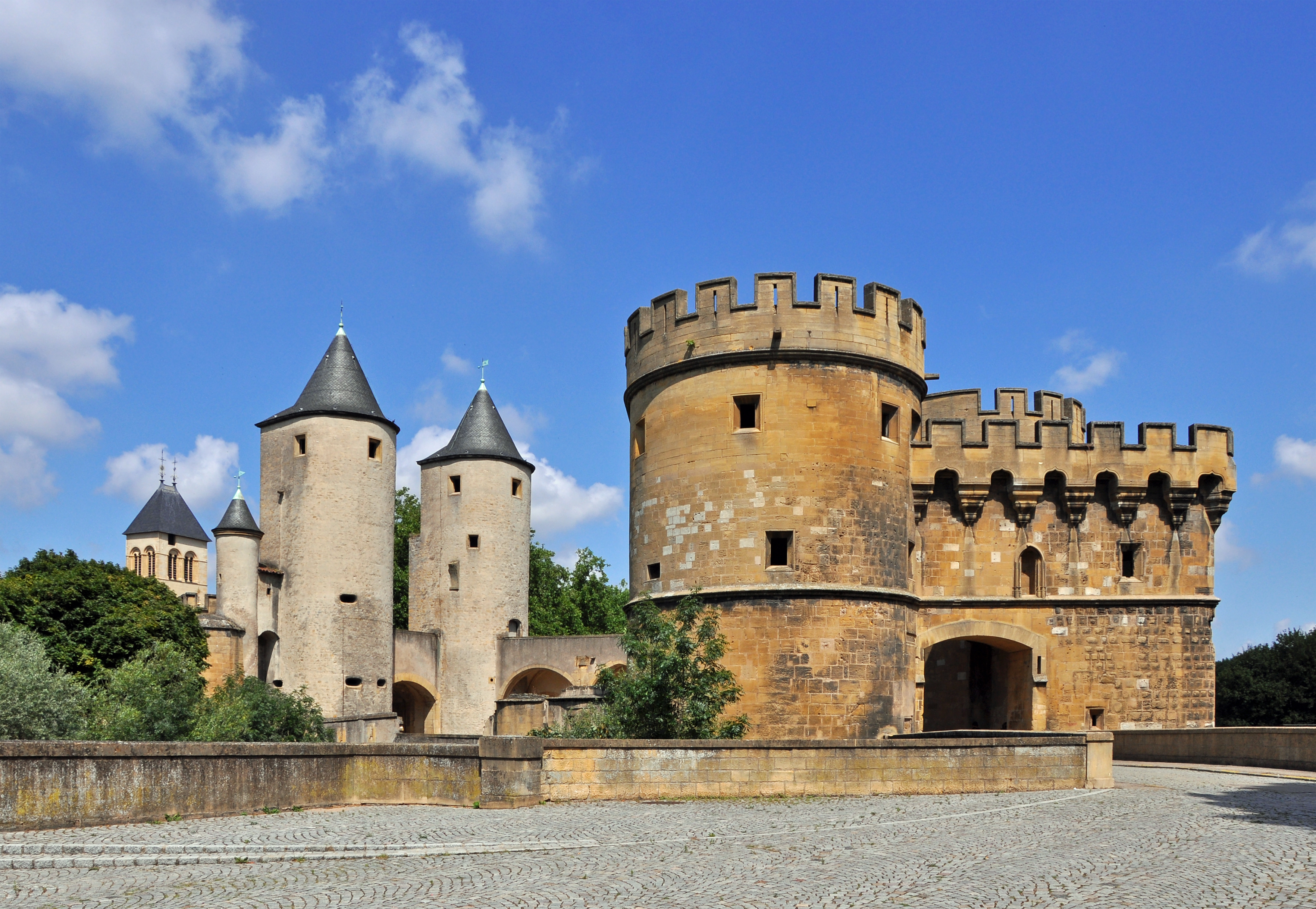
Średniowieczna brama Porte des Allemands(inne języki)
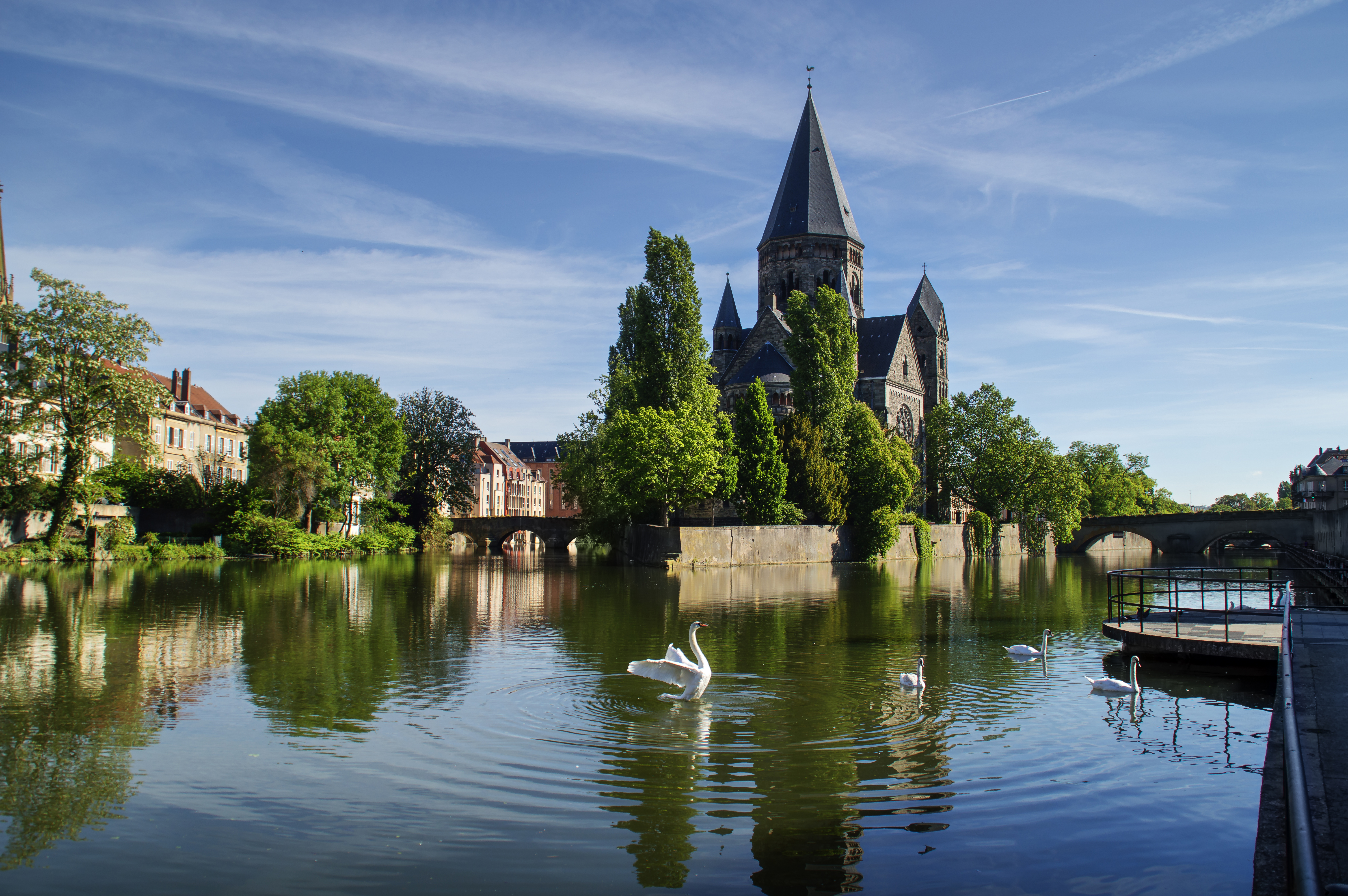
Kanał w centrum miasta oraz kościół protestancki Temple neuf
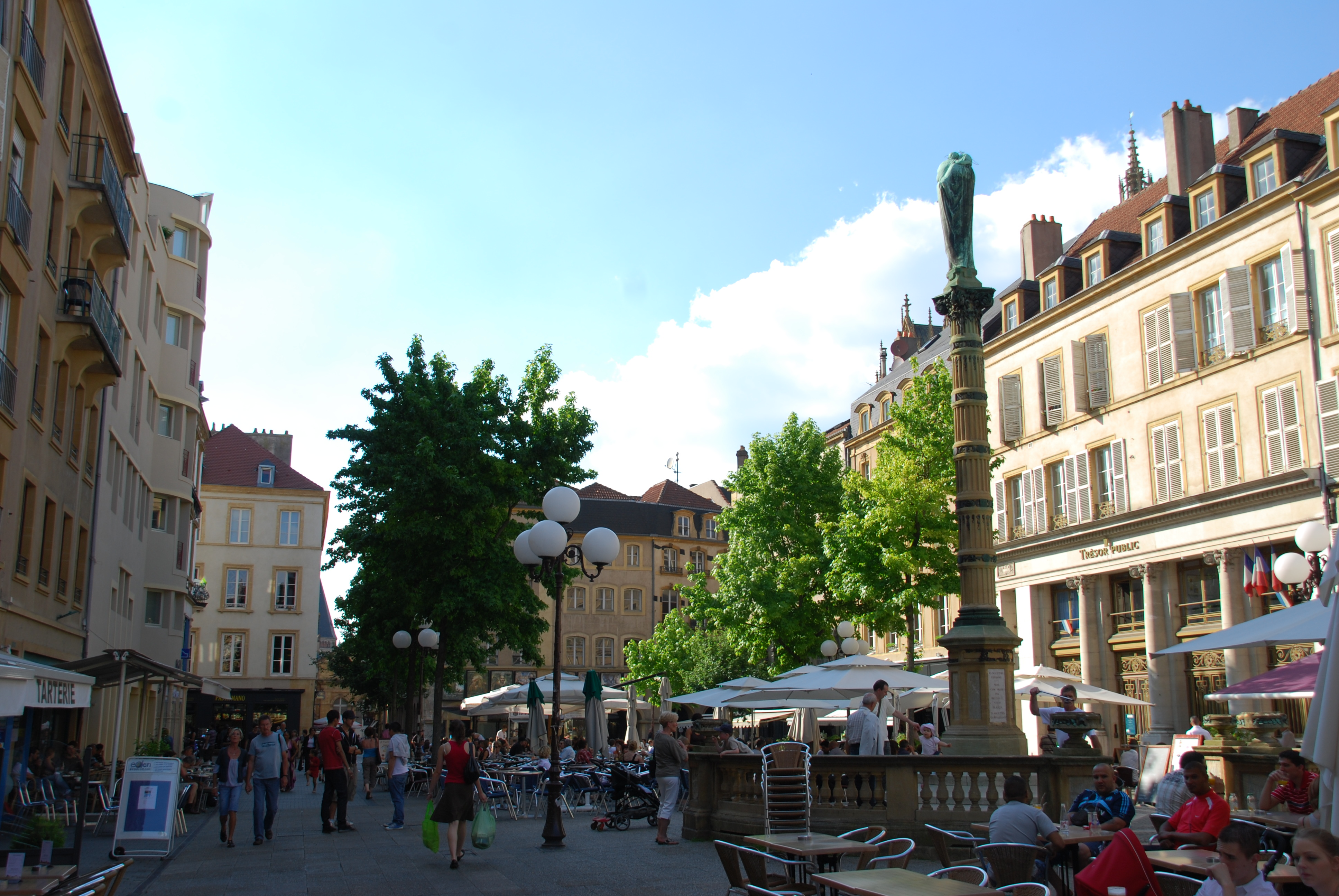
Plac Saint Jacques
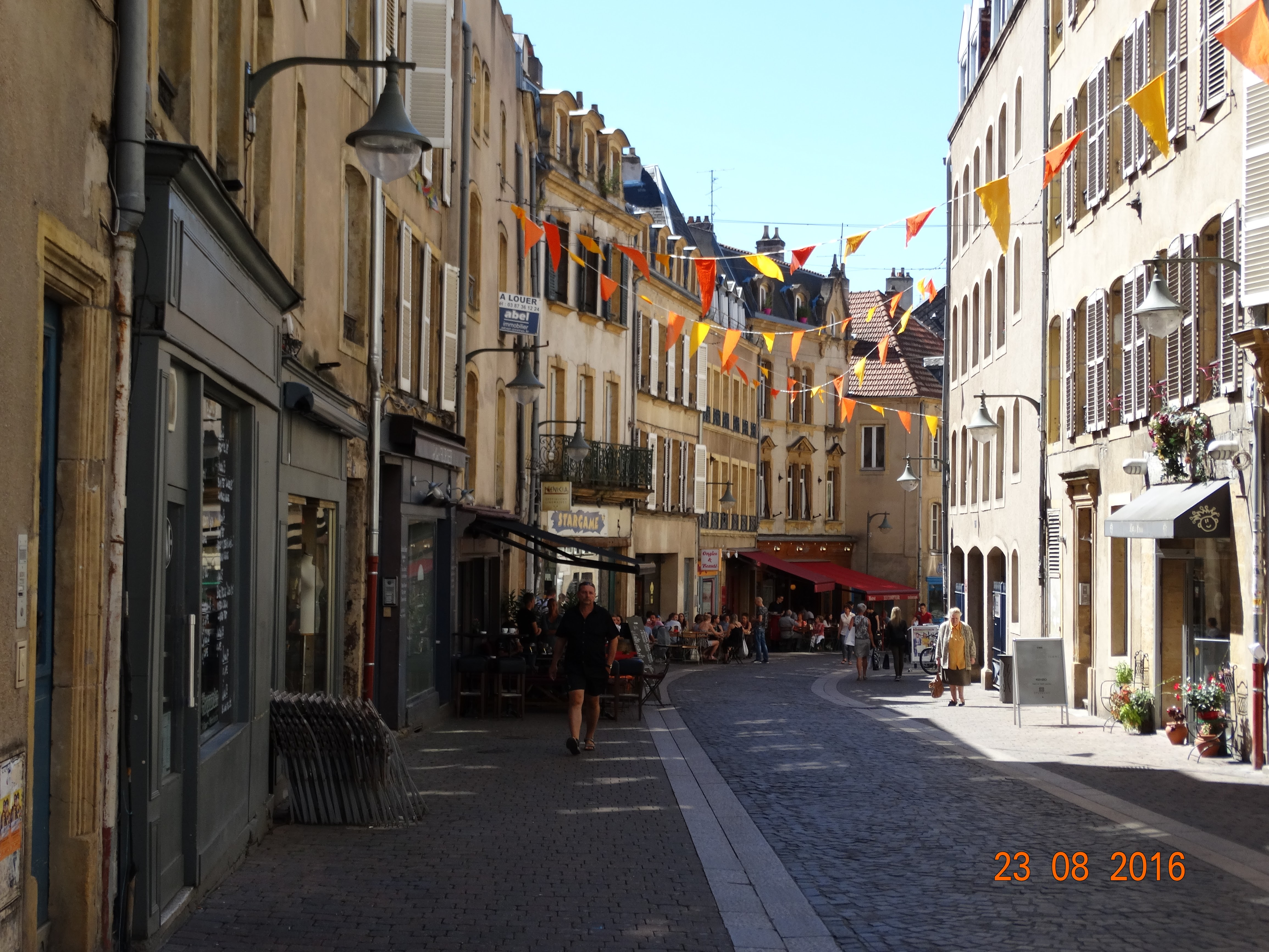
Uliczka w starym mieście
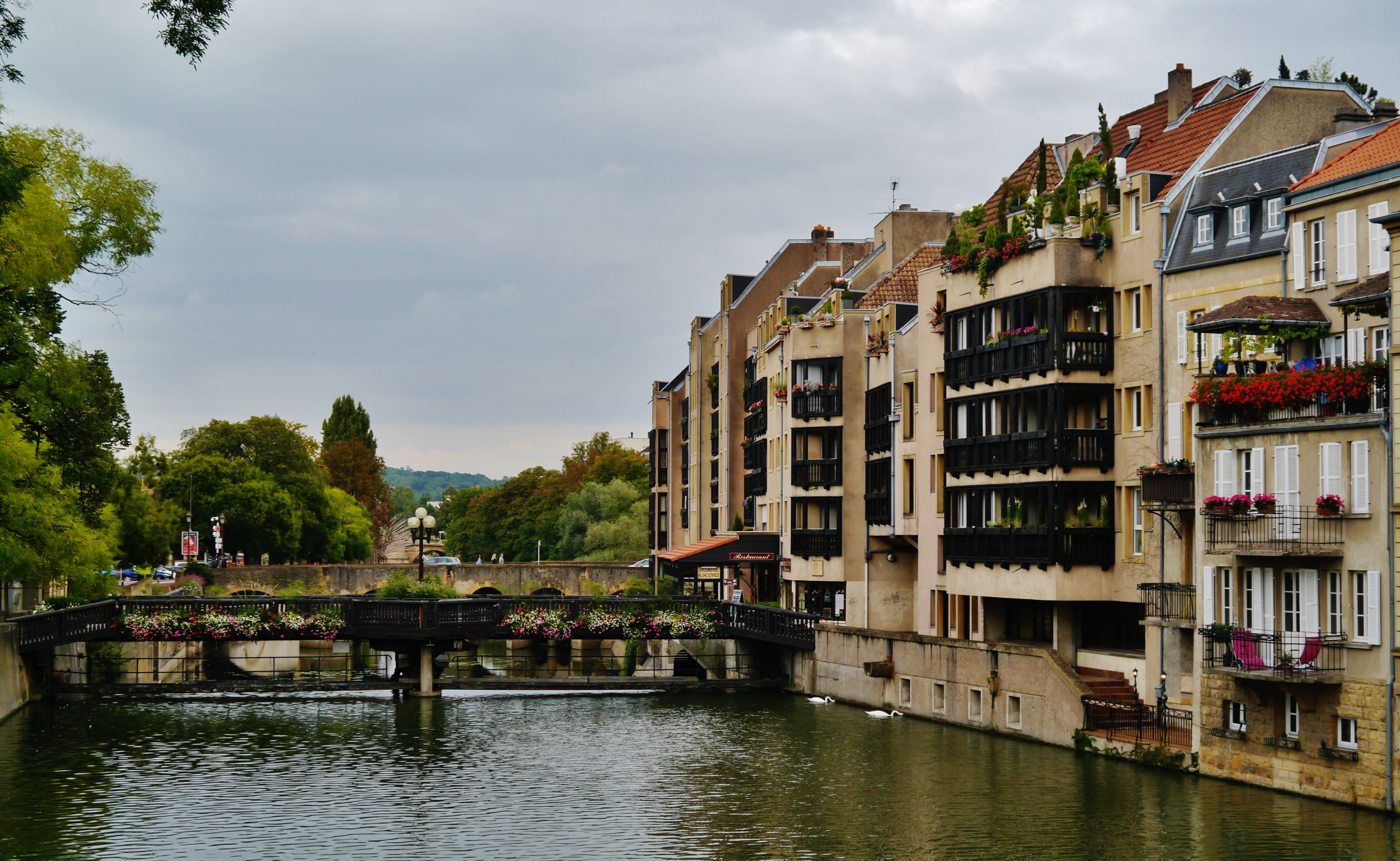
Budynki przy kanale w centrum miasta
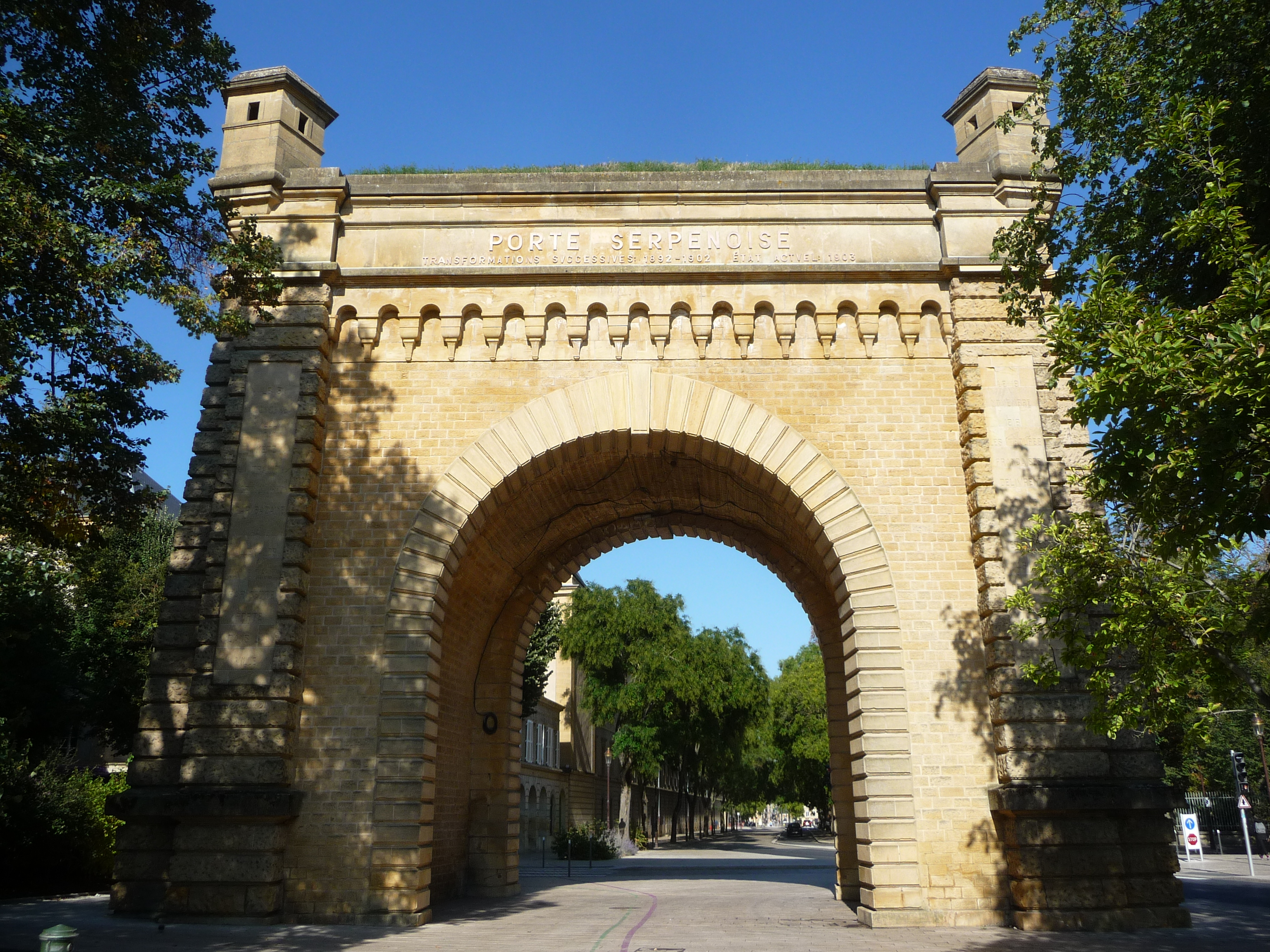
Porte Serpenoise(inne języki)

## Kultura
Główne obiekty

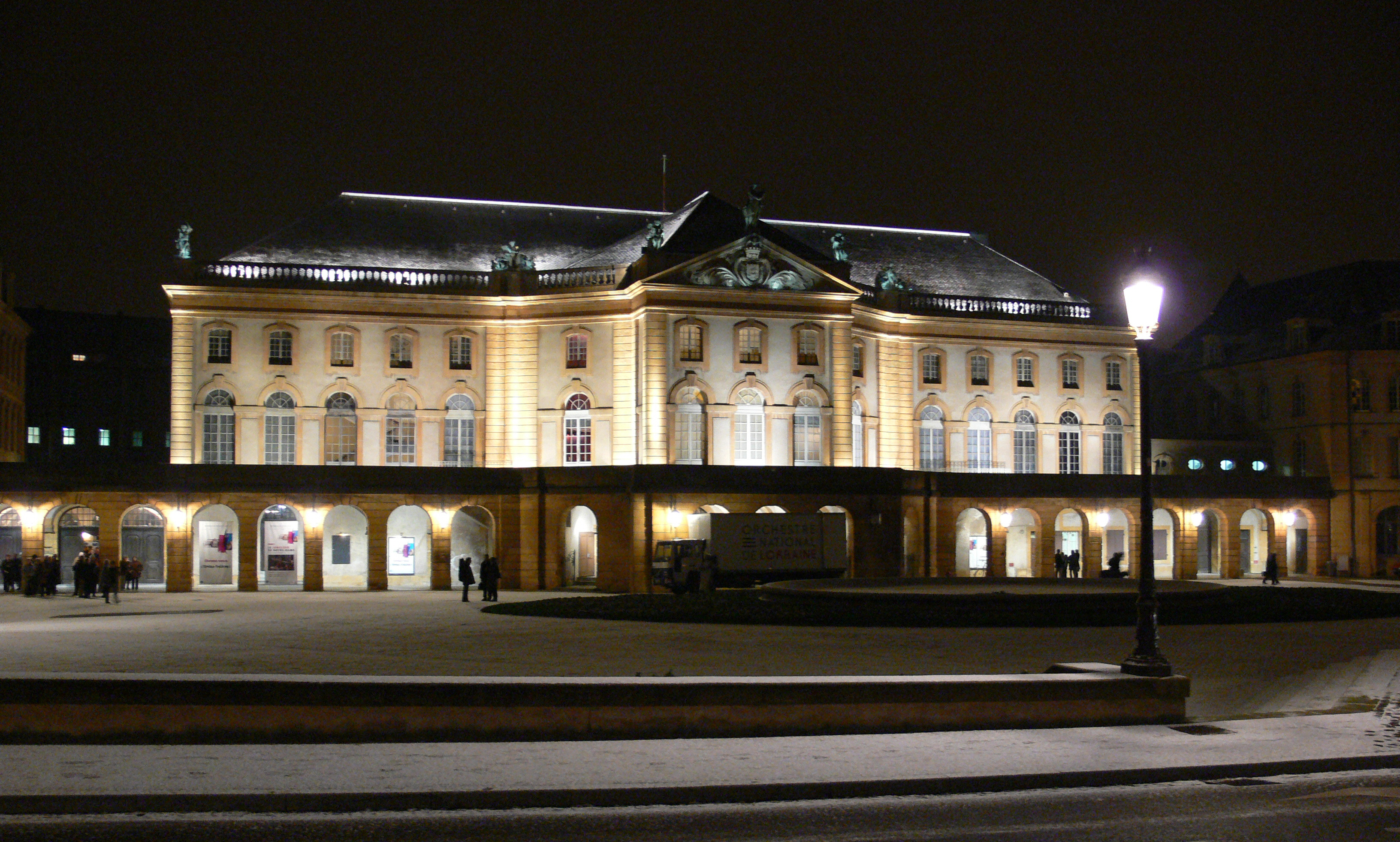
Teatro-opera w Metz

- Teatro-opera w Metz(inne języki) z lat 1732–1752 r. w stylu klasycystycznym, proj. Jacques Oger
- Arsenal-Jean-Marie-Rausch(inne języki), sala koncertowa i centrum sztuk widowiskowych
- Centre Pompidou-Metz(inne języki), muzeum sztuki nowoczesnej i współczesnej
- Musée de la Cour d'Or(inne języki), muzeum sztuki i historii
- Ogród Botaniczny w Metz(inne języki) (Jardin botanique de Metz), ogród botaniczny

## Transport

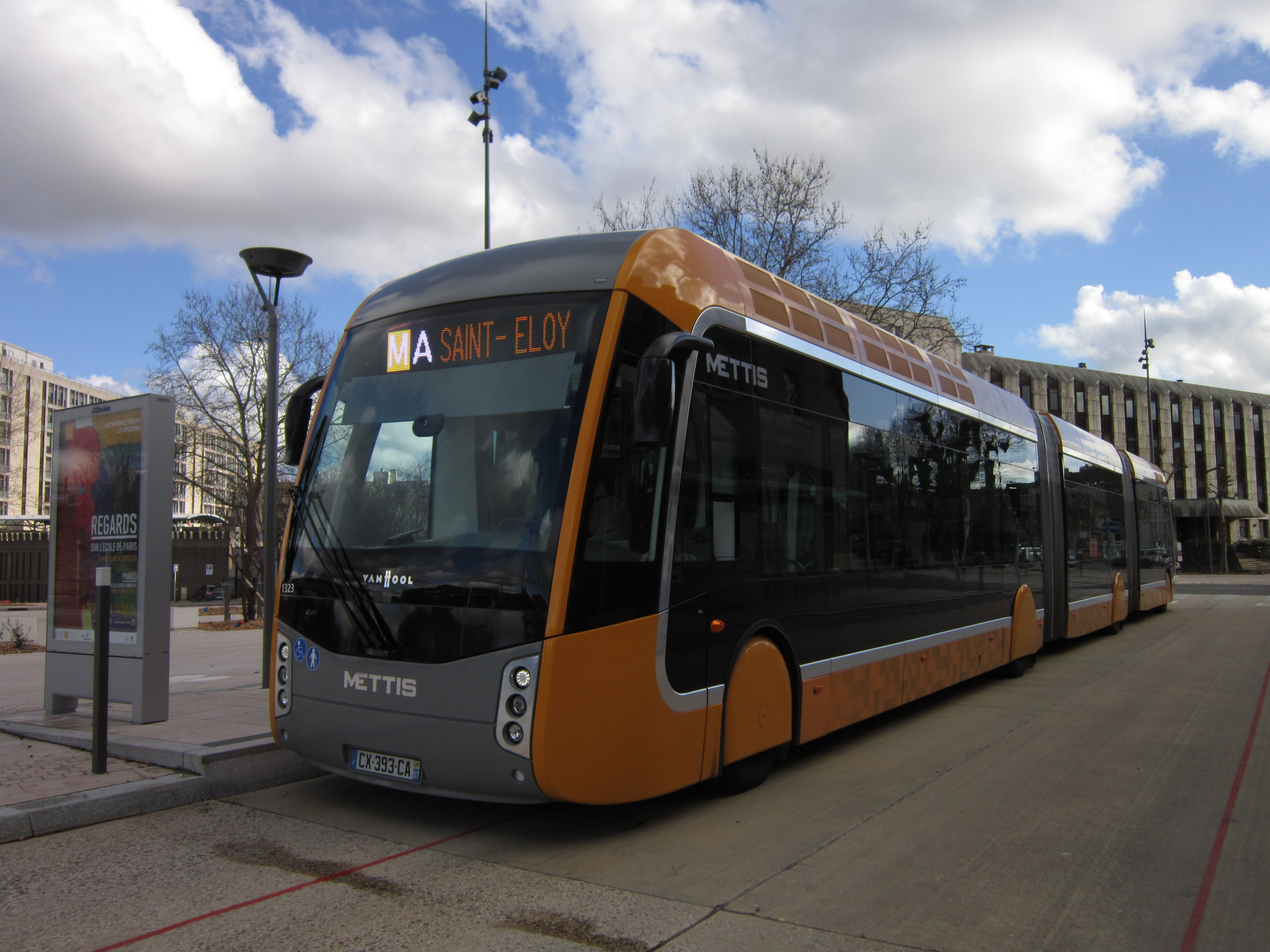
Pojazd szybkiej komunikacji autobusowej Mettis. Są to autobusy trójczłonowe zastępujące tramwaje i trolejbusy. Działają niezależnie od standardowej komunikacji autobusowej w mieście.

### Transport lotniczy
Miasto jest obsługiwane przez trzy porty lotnicze: 
- Port lotniczy Metz/Nancy-Lotaryngia, regionalny port lotniczy, w 2014 roku obsłużył ok. 250 tys. pasażerów
- Port lotniczy Luksemburg, międzynarodowy port lotniczy położony 55 km na północ od centrum miasta, w 2022 roku obsłużył 4 mln pasażerów
- Port lotniczy Strasburg, międzynarodowy port lotniczy położony 125 km na południowy wschód od centrum miasta, w 2018 roku obsłużył 1,3 mln pasażerów

Dalsze połączenia lotnicze realizowane są z międzynarodowego portu lotniczego Frankfurt (59 mln pasażerów), położonego 200 km na północny wschód od centrum miasta oraz międzynarodowego portu lotniczego Paryż-Charles de Gaulle (67 mln pasażerów), położonego 260 km na zachód od centrum miasta.

### Transport kolejowy
- Gare de Metz-Ville, dworzec w centrum miasta obsługujący m.in. połączenie LGV Est européenne
- Gare de Metz-Nord(inne języki), dworzec w mieście obsługujący połączenia kolei regionalnej TER – TER Grand Est(inne języki)
- Lorraine TGV, leżący na przedmieściach dworzec dla szybkiej kolej TGV

### Transport drogowy
- Autostrady: A4, A31(inne języki), A314, A315
- Trasy europejskie: E21, E23, E25, E411

### Transport wodny
- Transport wodny: w mieście funkcjonuje kanał(inne języki) oraz port rzeczny(inne języki)

### Komunikacja miejska
W mieście funkcjonuje tradycyjna sieć autobusowa nazywana LeMet' oraz szybka komunikacja autobusowa Mettis z flotą autobusów trójczłonowych zastępujących tramwaje i trolejbusy. Rolę kolei aglomeracyjnej pełnią koleje TER Lorraine.
Dawniej funkcjonowały: Tramwaje w Metz (1880–1948), Trolejbusy w Metz (1947–1966)

## Edukacja
Główne uczelnie
- Université de Lorraine(inne języki) (Uniwersytet Lotaryngii)
- Académie de Nancy-Metz(inne języki)
- CentraleSupélec, wydział paryskiej uczelni
- École supérieure d’électricité (Supélec), wydział paryskiej uczelni

## Sport
- FC Metz, klub piłkarski

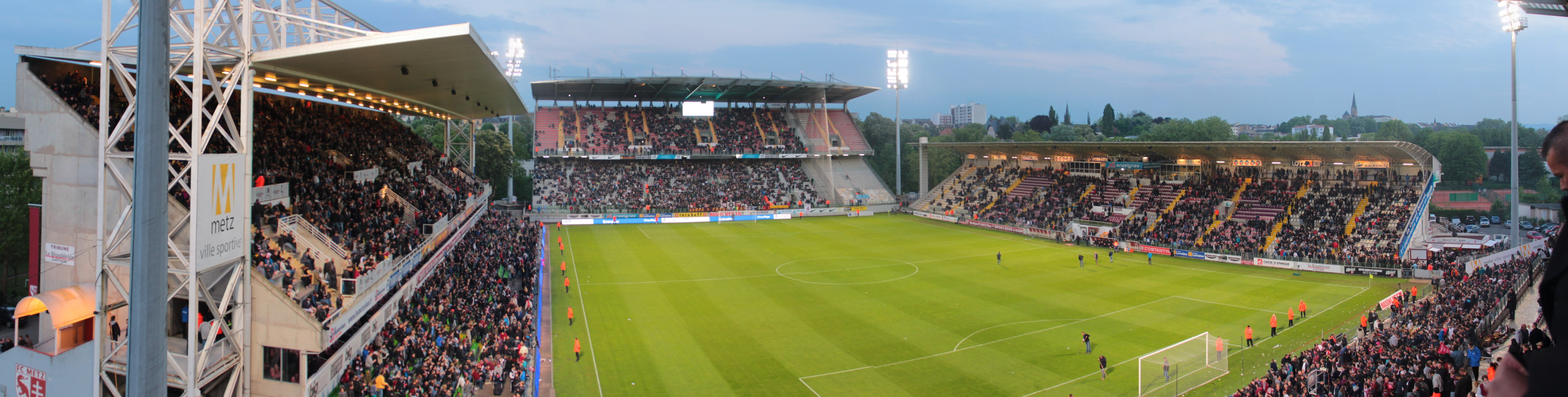
Stadion Stade Municipal Saint-Symphorien o pojemności 30 000 widzów

- Metz Handball, klub piłki ręcznej kobiet
- Metz Hockey Club(inne języki), klub hokejowy

## Miasta partnerskie
- Trewir, Gloucester, Luksemburg, Yichang, Karmiel, Kansas City, Hradec Králové, Saint-Denis